# Министерство энергетики и промышленности Туркменистана
Министерство энергетики и промышленности Туркменистана (туркм. Türkmenistanyň energetika we senagat ministrligi) — упразднённый орган исполнительной власти, осуществляющий государственное управление энергетическим комплексом экономики и промышленными предприятиями Туркменистана.
Упразднено 6 июля 2012 года.

## История
Образовано указом Президента Туркменистана от 26 января 1995 года.
Упразднено 6 июля 2012 года. На его базе и в качестве правопреемника образовано Министерство энергетики Туркменистана.

## Министры
| No | Имя                    | Назначен   | Уволен     | Причина увольнения                |
| 1  | Нурыев, Сапармурад     | 26.01.1995 | 03.03.2000 | за недостатки в работе, арестован |
| 2  | Атаев, Амангельды      | 03.03.2000 | 02.10.2001 | переход на другую работу          |
| 3  | Джумаклычев, Аннакули  | 02.10.2001 | 15.11.2002 | переход на другую работу          |
| 4  | Бердыев, Атамурад      | 15.11.2002 | 20.05.2005 |                                   |
| 5  | Давудов, Юсуп          | 20.05.2005 | 09.08.2007 | за недостатки в работе            |
| 6  | Аннавелиев, Курбаннур  | 09.08.2007 | 15.01.2009 | за серьезные недостатки в работе  |
| 7  | Оразкулиев, Ярмухаммед | 15.01.2009 | 13.04.2012 |                                   |
| 8  | Артыков, Мурад         | 13.04.2012 | 06.07.2012 | министерство упразднено           |

## Подведомственные организации и предприятия
- Туркменская энерготехнологическая корпорация «Кувват» («Мощность»)
  - Объединение «Марыэнерго» (Мары)
  - Объединение «Ахалэнерго» (Ашхабад)
  - Объединение «Лебапэнерго» (Чарджев)
  - Объединение «Ягтылык» (Сейди)
  - Объединение «Балканэнерго» (Небитдаг)
  - Объединение «Туркменэнергоремонт» (Ашхабад)
  - Объединение «Туркменкабель» (Ашхабад)
  - Объединение «Дашховузэнерго» (Дашховуз)
  - Энергонадзор (Ашхабад)
  - Туркменэнергопроект (Ашхабад)
  - Ашхабадский электротехнический завод (Ашхабад)
  - Предприятие «Компьютер» (Ашхабад)
  - Объединение «Туркменвторресурсы» (Ашхабад)
  - Фирма «Туркменвтормет» (Ашхабад)
- Концерн «Туркменхимсенагат» («Туркменхимпром»)
  - Объединение «Гарабогазсульфат» (пос. Бекдаш)
  - Объединение «Туркменминерал» (Гаурдак)
  - Туркменский завод азотных удобрений (Мары)
  - Челекенский химический завод (Челекен)
  - Челекенский завод технического углерода (Челекен)
  - Небитдагский йодный завод (Небитдаг)
  - Чарджевское химическое предприятие (Чарджев)
  - Ашхабадский завод бытовой химии (Ашхабад)
  - Завод полимерных изделий «Полимиз» (Дашховуз)
  - Комбинат «Гувлыдуз» (пос. Гувлымаяк)
  - Ашхабадское предприятие по комплектации и сбыту химических реагентов и особо чистых веществ — магазин «Союзхимреактивы» (Ашхабад)
- Концерн «Туркменмашингурлушик» («Тувркменмашстрой»)
  - Завод «Ашнефтемаш» (Ашхабад)
  - Завод газовой апрпаратуры «Красный молот»(Ашхабад)
  - Завод «Ашпродмаш» (Ашхабад)
  - Марыйский машиностроительный завод (Мары)
  - Марыйский агрегатный завод (Мары)
  - Завод «Арзув» (Ашхабад)
  - Объединение «Туркменгарант» (Ашхабад)
  - Объединение «Туркменкондиционер» (Ашхабад)
  - ЦСКБ машиностроения (Ашхабад)
- Концерн «Туркменэнергогурлушик» («Туркменэнергострой»)
  - Передвижная механизированная колонна — 1 (Ашхабад)
  - Передвижная механизированная колонна — 2 (Теджен)
  - Фирма «Нур» (Дашховуз)
  - Передвижная механизированная колонна — 4 (Чарджев)
  - Передвижная механизированная колонна — 5 (Мары)
  - Передвижная механизированная колонна — 6 (пос. Керкичи)
  - Передвижная механизированная колонна — 7 (Куня-Ургенч)
  - Передвижная механизированная колонна — 8 (Небитдаг)
  - фирма «Сутун» (Ашхабад)
  - Управление производственно-технологической комплектации (Ашхабад)
  - Бюзмейинское строительное управление «БюзмейинГРЭСстрой»
  - Строительное управление «Балканэнергострой»
  - Строительное управление «Лебапэнергострой»
  - Ашхабадское строительное управление
  - Строительное управление «МарыГРЭСстрой»
  - Фирма «Туркменэнергомонтаж» (Ашхабад)
  - Фирма «Туркменэлектромонтаж» (Ашхабад)
  - Фирма «Сейдидемирмонтаж»(Сейди)
  - Фирма «Туркменэнергокомплект» (Ашхабад)